# Antonino Spinelli
Antonino Spinelli (Catona, 1º gennaio 1901 – 5 settembre 1985) è stato un chirurgo e politico italiano.
Ricoprì la carica di Presidente della Assemblea del 1954 della Associazione medica mondiale e curò la stesura del "Progetto di Codice Etico sulla Sperimentazione Umana" nell'assemblea del 1961, che sfociò nella Dichiarazione di Helsinki del 1964.
Fu eletto alla Camera dei Deputati nelle file della Democrazia Cristiana nella IV legislatura per poi essere riconfermato alle elezioni politiche del 1968. Durante il suo mandato parlamentare è stato membro della XIX Commissione Igiene e Sanità pubblica della Camera dei Deputati e di altre commissioni parlamentari minori.